# Reprezentacja Rumunii w koszykówce kobiet

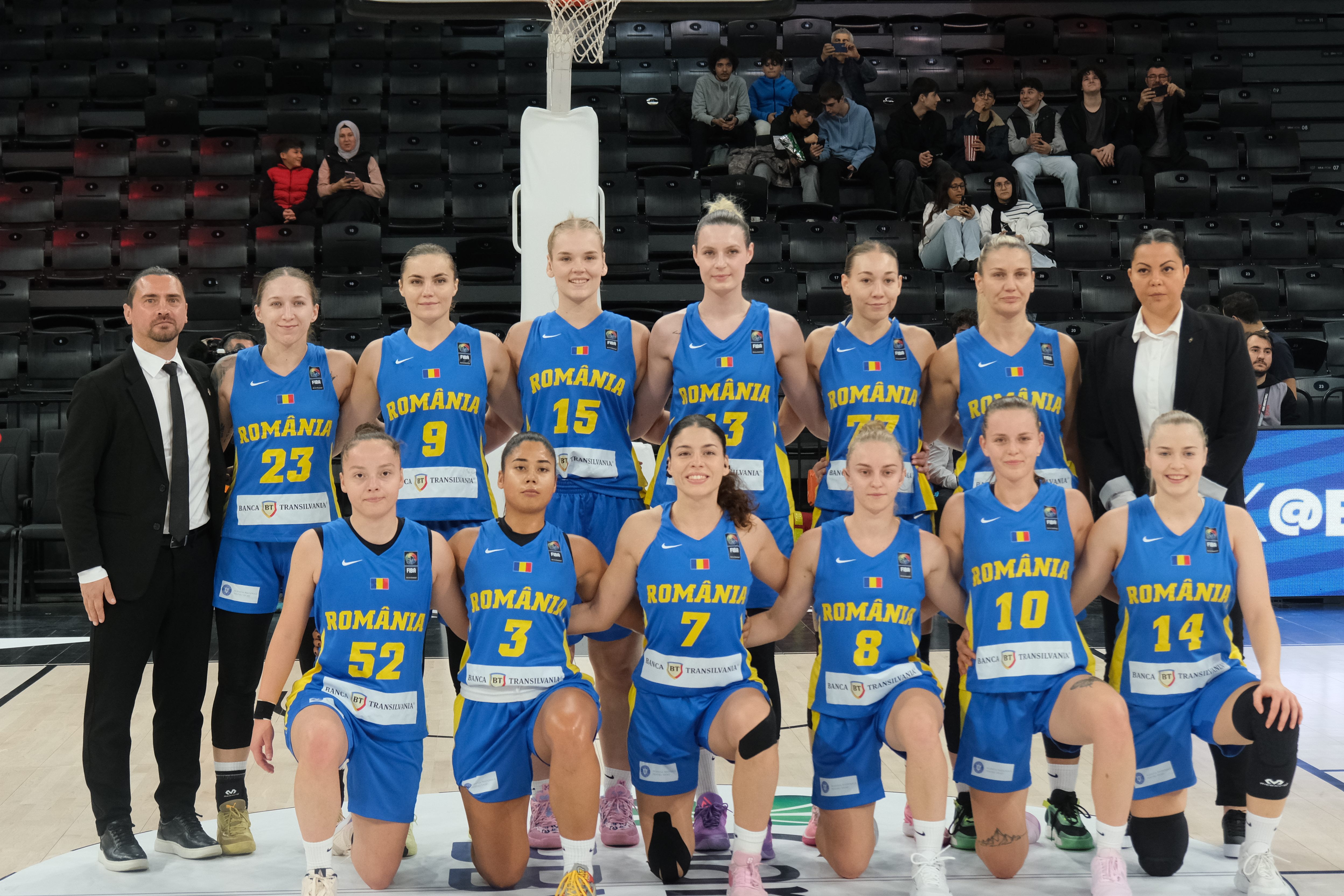

Reprezentacja Rumunii w koszykówce kobiet - drużyna, która reprezentuje Rumunię w koszykówce kobiet. Za jej funkcjonowanie odpowiedzialny jest Rumuński Związek Koszykówki.